# Namibijske regije
Republika Namibija je od 1990. podijeljena prema zemljopisnim i kulturnim sličnostima u 13 regija (engleski: region). Glavni grad Namibije je Windhoek. Regije države su:
| Br. | Naziv        | Površina u km² | Rang povr. | Stanovništvo | Glavni grad   |
| --- | ------------ | -------------- | ---------- | ------------ | ------------- |
| 1   | Caprivi      | 19.532         | 10         | 79.852       | Katima Mulilo |
| 2   | Erongo       | 63.586         | 6          | 107.629      | Swakopmund    |
| 3   | Hardap       | 109.888        | 3          | 67.998       | Mariental     |
| 4   | ǁKaras       | 161.325        | 1          | 69.677       | Keetmanshoop  |
| 5   | Kavango      | 43.418         | 7          | 201.093      | Rundu         |
| 6   | Khomas       | 36.805         | 8          | 250.305      | Windhoek      |
| 7   | Kunene       | 144.255        | 2          | 68.244       | Opuwo         |
| 8   | Ohangwena    | 10.582         | 12         | 227.728      | Oshikango     |
| 9   | Omaheke      | 84.732         | 5          | 67.496       | Gobabis       |
| 10  | Omusati      | 13.638         | 11         | 228.364      | Outapi        |
| 11  | Oshana       | 5.290          | 13         | 192.000      | Oshakati      |
| 12  | Oshikoto     | 26.607         | 9          | 160.788      | Tsumeb        |
| 13  | Otjozondjupa | 105.328        | 4          | 135.723      | Otjiwarongo   |

Zbog klasifikacije regija zemlje, regije su često grupirane na južne, središnjozapadne, središnjoistočne, sjeverne i sjeveroistočne regije. Svaka od 13 namibijskih regija podijeljena je u 13 izbornih okruga. Budući da su i ovi izborni okruzi podijeljeni prema kulturnim sličnostima, svaka regija ima nejednak broj okruga. Sveukupno u Namibiji postoji 102 izborna okruga. Svaki okrug bira svojeg zastupnika u regionalno vijeće regije. Sveukupno u državi postoji 13 regionalnih vijeća, po jedno za svaku regiju.

## Zemljopisne regije
Uz upravnu podjelu na regije, Namibija je podijeljena i na zemljopisne regije. To su:
- Južna Namibija
- Zapadna Namibija
- Središnja Namibija
- Sjeverna Namibija (često podijeljena kao:)
  - Sjeverozapadna Namibija
  - Sjeverosredišnja Namibija
  - Sjeveroistočna Namibija

## Vanjske poveznice
- (njem.)citypopulation.de: Pregled namibijskih regija